# Pan Robótka
Pan Robótka (ang. Mister Maker, 2007–2009) – brytyjski program dla dzieci bez ograniczenia wiekowego trwający ok. 20 minut, prowadzony przez Phila Gallaghera.

## Przebieg programu
- wykonywanie prac technicznych
- Kształty, które zeskakują z półki
- „Minutka” w której Robótka wykonuje pracę plastyczną w minutę lub krócej. Czas odmierza zegar.
- Dzieci układające się w obrazek.
- Obraz – pan Robótka przygotowuje obraz.
- wykonywanie prac technicznych

## Wersja polska
Program w Polsce emituje kanał CBeebies, TVP ABC począwszy od 2009 roku.
Wersja polska: Studio Sonica

Reżyseria: Piotr Zelt

Dialogi polskie:
- Katarzyna Obuchowicz (seria I),
- Olga Świerk (serie I–II),
- Piotr Pluciński (serie I–III)

Dźwięk i montaż:
- Anna Żarnecka (seria I),
- Maciej Sapiński (serie II–III),

Organizacja produkcji: Piotr Pluciński

Udział wzięli:
- Modest Ruciński – Pan Robótka, Koło
- Dorota Furtak – Trójkąt
- Piotr Zelt – Prostokąt, Toki
- Agnieszka Kudelska – Kwadrat

i inni

## Nagrody i nominacje
- 2009: Nominacja do Nagrody BAFTA w kategorii Najlepszy dziecięcy prezenter – Phil Gallagher (tytułowy Pan Robótka, ang. Mister Maker)[1]